# Export (cigarette)

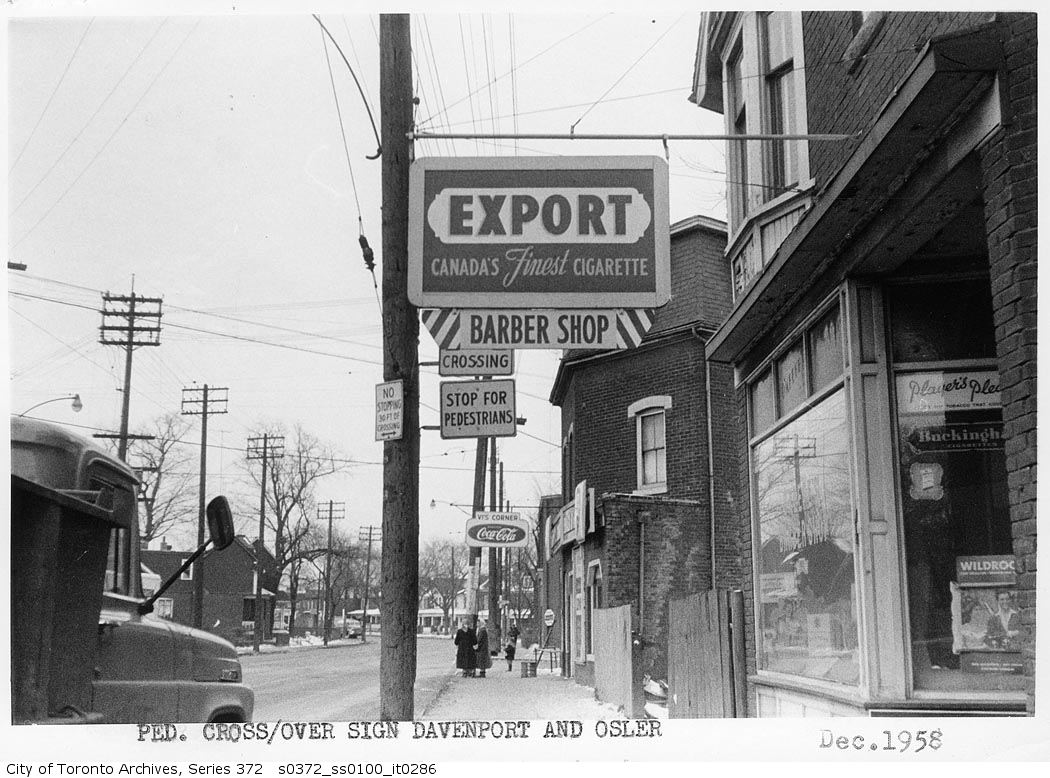
Publicité à Toronto pour les cigarettes Export, 1958

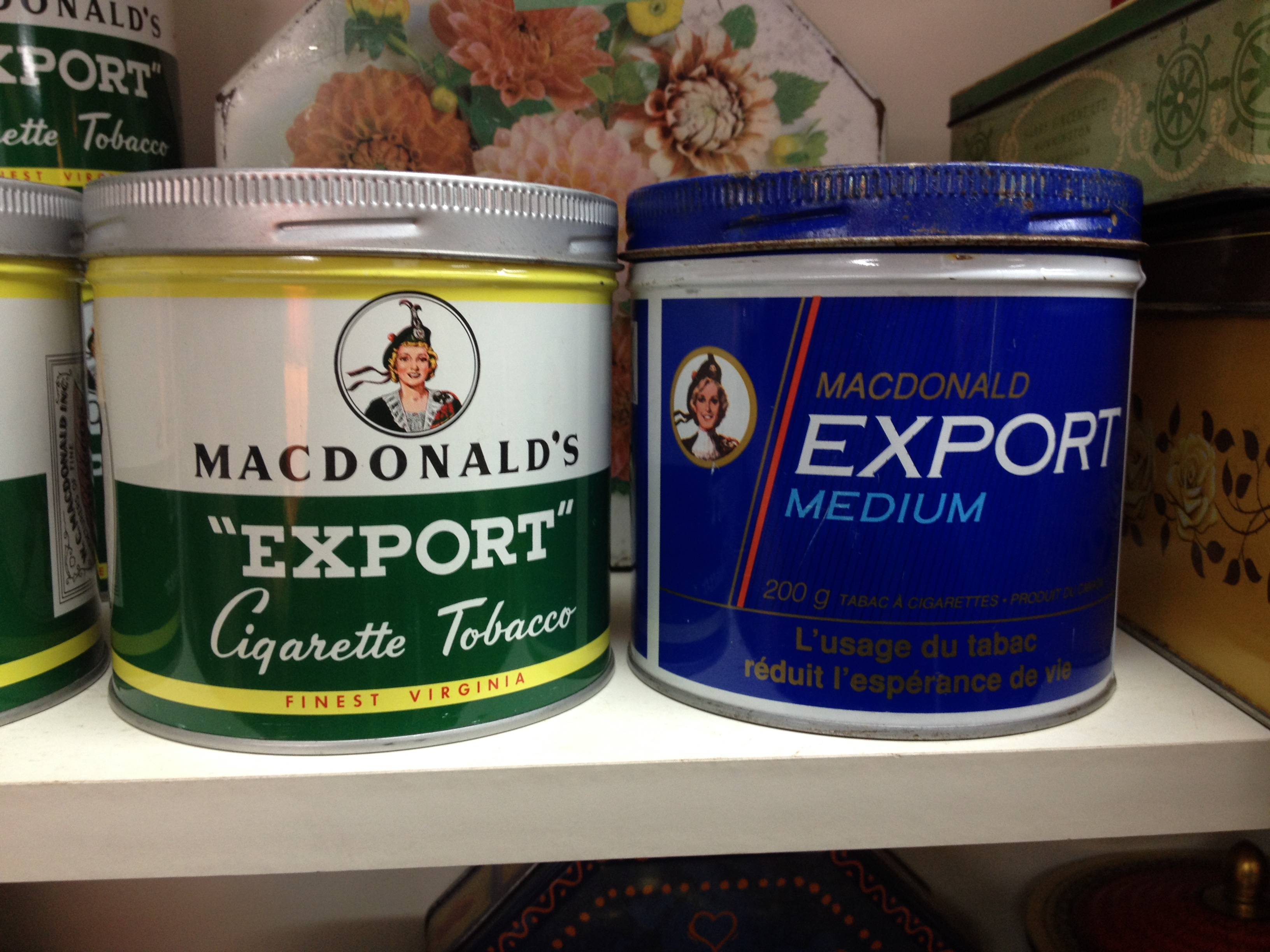
Boîtes de tabac utilisées au XXe siècle

Export est une marque de cigarettes produites depuis 1928 au Canada par la société Macdonald Tobacco appartenant maintenant à la compagnie Japan Tobacco International.
Plusieurs variétés de la marque sont proposées. La marque « Export » désigne des cigarettes sans filtre tandis que les « Export "A" » sont des cigarettes avec filtre, dont au moins sept variétés ont existé. Macdonald Tobacco a aussi vendu sous la marque Export du tabac à rouler et du papier à cigarettes.